# Julien Serrano
Julien Serrano (Aix-en-Provence, 13 februari 1998) is een Frans voetballer die bij voorkeur als linksback speelt. Hij tekende in 2018 bij AS Monaco.

## Clubcarrière
Serrano is afkomstig uit de jeugdacademie van AS Monaco. Op 21 april 2018 debuteerde de linksachter in de Ligue 1 tegen EA Guingamp. Hij viel na 81 minuten in voor Jorge Moraes. Serrano klokte in zijn eerste seizoen bij de hoofdmacht van Monaco af op vier competitiewedstrijden. In zijn tweede seizoen speelde hij zeven wedstrijden, waaronder een Champions League-wedstrijd tegen Borussia Dortmund.
In juli 2019 werd Serrano voor één seizoen uitgeleend aan zusterclub Cercle Brugge. Serrano kon echter nooit echt overtuigen bij de Belgische eersteklasser, waarop trainer Bernd Storck hem in december 2019 naar de B-kern stuurde. In januari 2020 werd het huurcontract dan ook vroegtijdig ontbonden, waarop Serrano voor de rest van het seizoen aan de Franse derdeklasser AS Béziers werd verhuurd.

## Clubstatistieken
| Seizoen         | Club            | Land               | Competitie           | Competitie | Competitie | Beker | Beker | Supercup | Supercup | Europees | Europees | Totaal | Totaal |
| Seizoen         | Club            | Land               | Competitie           | Wed.       | Dlp.       | Wed.  | Dlp.  | Wed.     | Dlp.     | Wed.     | Dlp.     | Wed.   | Dlp.   |
| --------------- | --------------- | ------------------ | -------------------- | ---------- | ---------- | ----- | ----- | -------- | -------- | -------- | -------- | ------ | ------ |
| 2017/18         | AS Monaco       | Vlag van Frankrijk | Ligue 1              | 4          | 0          | 0     | 0     | 0        | 0        | 0        | 0        | 4      | 0      |
| 2018/19         | AS Monaco       | Vlag van Frankrijk | Ligue 1              | 3          | 0          | 2     | 0     | 1        | 0        | 1        | 0        | 7      | 0      |
| 2019/20         | → Cercle Brugge | Vlag van België    | Jupiler Pro League   | 7          | 0          | 0     | 0     | —        | —        | —        | —        | 7      | 0      |
| 2019/20         | → AS Béziers    | Vlag van Frankrijk | Championnat National | 6          | 0          | 0     | 0     | —        | —        | —        | —        | 6      | 0      |
| Carrière totaal | Carrière totaal | Carrière totaal    | Carrière totaal      | 14         | 0          | 2     | 0     | 1        | 0        | 1        | 0        | 18     | 0      |

Bijgewerkt op 24 januari 2020.